# Ugo Merio
Ugo Merio (fl. XIX-XX secolo) è stato un calciatore italiano, di ruolo attaccante.

## Carriera
Fu un giocatore della Juventus per una stagione, che gli permise di vincere uno scudetto. La sua unica partita fu contro l'US Milanese, vinta per 3-0 dai bianconeri.

## Statistiche

### Presenze e reti nei club
| Stagione  | Club     | Campionato | Campionato | Campionato | Campionato |
| Stagione  | Club     | Comp       | Pres       | Reti       |            |
| --------- | -------- | ---------- | ---------- | ---------- | ---------- |
| 1904-1905 | Juventus | PC         | 1          | 0          |            |
| Totale    | Totale   | Totale     | 1          | 0          |            |

## Palmarès
- Campionato italiano: 1

Juventus: 1905